# Helina dianica
Helina dianica är en tvåvingeart som beskrevs av Qian 2006. Helina dianica ingår i släktet Helina och familjen husflugor. Inga underarter finns listade i Catalogue of Life.